# Silo (Software)

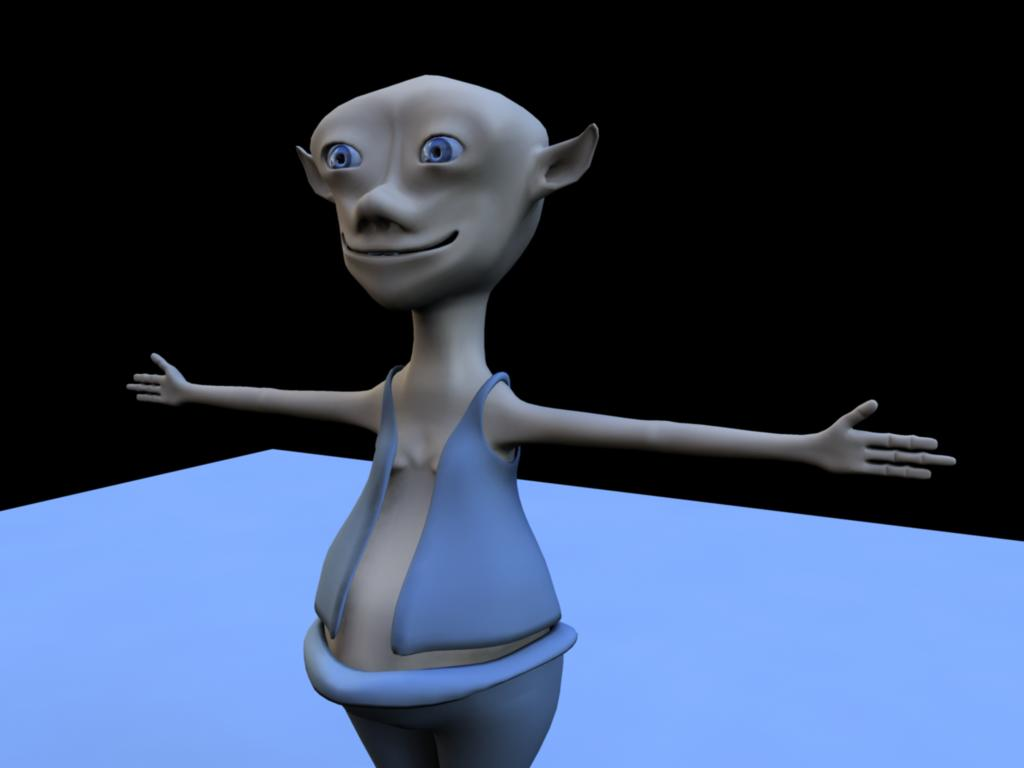
Ein mit Silo 3D generiertes Bild, Texturierung mit Maya (Software) und Render mit Mental Ray

Silo ist ein Modelling-Programm von Nevercenter. Silo fügt sich in die Produktionspipeline als reiner Subdivisionmodeller ein. Das Polygontool wird vorrangig für organische Modelle verwendet. Silo 3D ist seit 2003 erhältlich.
Silo speichert Modelle in einem eigenen Dateiformat (.sia) ab. Export- und Importmöglichkeiten bestehen durch die Verwendung von 3ds, obj, fact, dxf, rib, und pov-Dateien.

## Funktionen V 1.4
1. Erstellung von Polygonobjekten bzw. Subdivision Surfaces
2. Gängige Modifizierungstools (schneiden, verbinden, trennen)
3. Einbindung externer Renderer
4. Anpassung des „Look and Feel“ an Referenzprodukte
5. Restrukturierung des Meshes durch einfaches Aufmalen der neuen Topologie

## Verwendung in der Produktionspipeline
Aufgrund unterschiedlicher Anforderungen im Animations-, Print- und CAD-Bereich werden immer mehr spezialisierte Tools in den Arbeitsablauf innerhalb einer Agentur eingebunden. Als Basis wird häufig ein Produkt der „großen Drei“ Maya (Software), Softimage XSI oder Autodesk 3ds Max eingesetzt. Spezialprodukte wie zBrush, 3D-Brush, Silo, mudbox ergänzen dabei die Funktionen der Masterprodukte im Modelling- und Texturierungsbereich.